# Bucky木場
Bucky木場（日語：バッキー 木場，1956年3月21日—），日本資深男旁白、DJ、配音員。東京俳優生活協同組合（簡稱俳協）所屬。出身於鹿兒島縣。

## 人物簡介
1977年，以第4期生進入俳協演劇研究所開始自身的演藝事業。
本名和舊藝名為木場剛（こば つよし），1989年電台株式會社Bay FM成立之後改成現在使用的藝名。另外他為了避免木場（コバ）和這兩個讀音相近的字組合起來產生混淆，因此用迴文念法取名為。
音域為男中音。興趣和特長是登山。

## 旁白

### 電視節目
※粗體字表示說明目前參加的節目。
NHK系列
- NHK綜合
  - （2007年－2009年）
- NHK教育
  - 理科6年 不可思議情報局（日语：理科6年 ふしぎ情報局）（2006年－2011年）
  - 團塊Style（日语：団塊スタイル）

日本電視網
- 全國高校問答大賽（日语：全国高等学校クイズ選手権） 第16、17回（1996年、1997年）
- 真相報道番記者！（日语：真相報道 バンキシャ!）（2002年－）
- another sky（日语：アナザースカイ）（2008年－）
- 娛樂之神（日语：エンタの神様） 復活特別節目（2012年－不定期）
- 週四特別節目（日语：木曜スペシャル）「這就是決定版 爆笑！日本職棒珍貴Play集（日语：勇者のスタジアム・プロ野球好珍プレー）」
- 世界買賣競猜（日语：クイズ世界はSHOW by ショーバイ!!）
- 火燄大對抗（日语：ウッチャンナンチャンのウリナリ!!）（擔任人物排行榜的現場旁白、及《火燄大對抗》在武道館和東京國際論壇等活動會場現場的企劃指南。）

朝日電視台
- 衝擊時間猜謎（日语：クイズタイムショック）（2000年－2002年）
  - 衝擊時間猜謎（2002年－2006年、2007年）
  - 新衝擊時間猜謎（2007年）
  - 超衝擊時間猜謎（2008年－2014年）
  - The 衝擊時間猜謎（2017年－）
- M-1大賽（2015年－）※不定期特別節目。
- 好想看漫畫!! 奇蹟影像博覧會（不定期特別節目）
- 8時J（2019年）※復活版。

TBS電視網
- The Deal（日语：ザ・ディール）（2006年）
  - The Deal 2（2007年）
- 所喬治的日本出場！（日语：所さんのニッポンの出番!）（2014年－2016年）
- 三野文太的早安新聞！→早安新聞！（日语：朝ズバッ!）（2005年 - 2014年）－標題旁白
- Sunday Morning（日语：サンデーモーニング）
- 這很奇怪耶日本人（日语：ここがヘンだよ日本人）

東京電視網
- 寵物當家 擴大版（2010年）
- 解禁！真相之夜（日语：じっくり聞いタロウ〜スター近況（秘）報告〜）（2012年－2014年）
  - （2014年）
  - （2014年－2016年）
  - 仔细聽吧 ～明星近况（秘）報告～（2016年－）

富士電視網
- SMAP×SMAP （1996年－2016年）※不定期參加。
- FNN Super NEWS（日语：FNNスーパーニュース）「超級特報」（1998年－2015年）※不定期參加。
- 週六Premium（日语：土曜プレミアム）（2003年－）
- 週五Premium（日语：金曜プレミアム）（2015年－）※電影作品解說。
- FUJIYAMA FIGHT CLUB（日语：FUJIYAMA FIGHT CLUB）（2015年－）
- FNS27時間電視 女子力全開2013 為少女的笑容創造美好的明天!!（日语：FNS27時間テレビ (2013年)）（2013年8月3日－4日）
- FUJIYAMA FIGHT CLUB（日语：FUJIYAMA FIGHT CLUB）（2015年－）
- （2016年－2017年）
- 環球影業致贈精彩節目影片最新作！電影「小小兵」（2017年）
- 7月份話題性動畫備齊！小小兵&好想大聲說出心底的話。魅力解明SP（2017年）
- （2018年－2019年）
- 藝人認真考慮出的整蠱GP（日语：芸能人が本気で考えた!ドッキリGP）（2018年－）
- 電影「七龍珠超」公開之前特別節目！一次將TV版全部重新再做個總複習！SP（2018年）

### 廣告
- Speed Learning（日语：エスプリライン）

### 廣播
- Interval signal（至2015年1月31日為止，2015年2月起由聲優山寺宏一接任。Bay FM（日语：ベイエフエム））
- Bucky木場的我們的時間（FM仙台（日语：エフエム仙台））
- JAPAN HOT CLASSICS（Bay FM）
- GAME MUSIC LAND（FM富士（日语：エフエム富士））※木場剛時期。
- KEIYOGINKO POWER COUNTDOWN JAPAN HOT 30（日语：KEIYOGINKO POWER COUNTDOWN JAPAN HOT 30）（1989年10月5日－2014年12月27日，Bay FM）

### 電視節目
- 嗚呼！薔薇色的珍生!!（日语：嗚呼!バラ色の珍生!!）（露面演出。初期則是在奬品介紹的單元擔任）
- 時尚的關係（日语：おしゃれカンケイ）
- TBS電視台台呼
- 兒童布偶劇場（日语：こどもにんぎょう劇場）
- （於週四下午1時10分播出的「美肌泉隊SPA戰隊（日语：美肌泉隊SPAレンジャー）」單元參加演出）
- （工作人員表上以本名木場剛的名義表示）
- 週六特別節目（日语：土曜スペシャル）「納得！殺到·人宿秘密探」
- 週五女性劇場特輯（日语：金曜女のドラマスペシャル）（木場剛名義）
- （旁白）
- 環球影業的贈禮，吸引人氣的新作電影！「小小兵」（旁白）
- 7月話題勢揃！魅力解明SP（旁白）

### 電視劇、特攝影集
- 太陽戰隊太陽火神 第27話（1981年，朝日電視台）
- 向太陽怒吼！（日语：太陽にほえろ!）（1982年，日本電視台）
- 電擊戰隊變化人 第21話（1985年6月22日，朝日電視台）－托拉星人波爾塔的配音。
- 私鐵沿線97分署（日语：私鉄沿線97分署）（1985年，朝日電視台）
- 獨眼龍政宗（1987年，NHK）－飾演綿貫源吾。
- 超人機梅塔路達（1987年－1988年，朝日電視台）－暴魂X騎士的配音、爆鬥士羅賓肯的配音。
- 假面騎士Build（2017年－2018年，朝日電視台）－旁白[2]

### 電視動畫
2016年
- JoJo的奇妙冒險 不滅鑽石（原田海[注 1]）
- 忘年Gudaguda Order2016（旁白）

2018年
- 你還是不懂群馬（旁白、天之聲A）

### 電影
- 哥吉拉×美加基拉斯 G消滅作戰（預告旁白）
- 哥吉拉·摩斯拉·王者基多拉 大怪獸總攻擊（預告旁白）
- J聯賽的享受100倍快樂的方法!!（日语：Jリーグを100倍楽しく見る方法!!）（旁白）

### 音樂
- 口袋餅乾 秘密現場的旁白（2000年3月12日）

### 遊戲
- BS F-ZERO GRAND PRIX 2（Satellaview）
- 勇者鬥惡龍VIII 天空、碧海、大地與被詛咒的公主（2015年，裁判）[注 2]
- 碧藍幻想（2016年，法蘭克爾特）[注 3]

### CD
- 嘉門達夫（日语：嘉門達夫）「立即了解日本史」（後收錄在專輯「天賦的才能」裡）的旁述

## 腳註

## 外部連結
- 東京俳優生活協同組合公式官網的聲優簡介（页面存档备份，存于） （日語）